# 新潟県道128号町屋越後堀之内停車場線
新潟県道128号町屋越後堀之内停車場線（にいがたけんどう128ごう まちやえちごほりのうちていしゃじょうせん）は、新潟県南魚沼市から同県魚沼市に至る一般県道である。

## 概要

### 路線データ
- 起点：新潟県南魚沼市五箇字前島（国道17号交点）
- 終点：越後堀之内停車場（新潟県魚沼市堀之内字関下）

## 通過する自治体
- 新潟県
  - 南魚沼市 - 魚沼市

## 接続する道路
- 国道17号（三国街道）（起点：五箇交差点）
- 新潟県道372号五箇小出線（南魚沼市五箇字中島）

この間冬季閉鎖区間あり（場所：南魚沼市五箇字境川～栃原峠、距離：1.6km、期間：11月下旬～6月上旬、迂回路：なし）
この間冬季閉鎖区間あり（場所：栃原峠～魚沼市堀之内、距離：4.2km、期間：11月下旬～6月上旬、迂回路：なし）
- 新潟県道567号大石原線（魚沼市堀之内）
- 新潟県道418号大石吉水線（堀之内高校入口交差点）
- 国道17号（三国街道）（堀之内小学校前交差点 - 堀之内交差点で重複）
- 魚沼市道（終点：魚沼市堀之内字関下、「越後堀之内駅」前）

## 周辺
- JR上越線
  - 八色駅
  - 越後堀之内駅
- 関越自動車道 堀之内IC/PA
- 国土交通省 北陸地方整備局 信濃川河川事務所 堀之内出張所
- 新潟県立魚沼テクノスクール（職業能力開発校）
- 新潟県内水面水産試験場
- 魚沼市立堀之内医療センター
- 魚沼市役所 堀之内庁舎（旧・堀之内町役場）
- 新潟県立小出特別支援学校
- 新潟県立堀之内高等学校
- 魚沼市立堀之内中学校
- 魚沼市立堀之内小学校
- 新潟縣信用組合 堀之内支店
- JA北魚沼 堀之内支店
- 堀之内郵便局
- 五箇簡易郵便局
- ホリカフーズ 本社・第一工場・第二工場
- コメリハードアンドグリーン 堀之内店
- 奥只見レクリェーション都市公園（道光・根小屋地域）根小屋花と緑と雪の里
- 魚野川